# Сен-Леже-су-Маржери
Сен-Леже́-су-Маржери́ (фр. Saint-Léger-sous-Margerie) — коммуна во Франции, находится в регионе Шампань — Арденны. Департамент — Об. Входит в состав кантона Шаванж. Округ коммуны — Бар-сюр-Об.
Код INSEE коммуны — 10346.
Коммуна расположена приблизительно в 165 км к востоку от Парижа, в 50 км южнее Шалон-ан-Шампани, в 45 км к северо-востоку от Труа.

## Население
Население коммуны на 2008 год составляло 59 человек.
| 1962 | 1968 | 1975 | 1982 | 1990 | 1999 | 2008 |
| ---- | ---- | ---- | ---- | ---- | ---- | ---- |
| 82   | 87   | 65   | 55   | 65   | 81   | 59   |

## Экономика
В 2007 году среди 31 человек в трудоспособном возрасте (15—64 лет) 25 были экономически активными, 6 — неактивными (показатель активности — 80,6 %, в 1999 году было 52,2 %). Из 25 активных работали 19 человек (12 мужчин и 7 женщин), безработных было 6 (5 мужчин и 1 женщина). Среди 6 неактивных 1 человек был учеником или студентом, 2 — пенсионерами, 3 были неактивными по другим причинам.

## Достопримечательности
- Церковь Сен-Леже[фр.] (XVI век). Памятник истории с 1987 года[3]